# 銀盤計畫

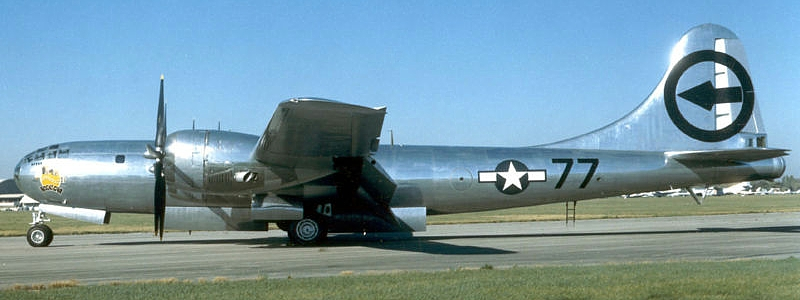
第509混合大队的“银盘”B-29超级堡垒轰炸机“博克斯卡”号在长崎投下了原子弹

“银盘计划”是美国陆军航空队在二战期间参与曼哈顿计划的代号名称。最初指为使B-29超级堡垒轰炸机能够投掷原子弹而实施的飞机改装项目，后扩展至涵盖相关训练与作战行动。项目原始指令主题行写作“镀银计划”（Silver Plated Project），经长期使用简化为“银盘”（Silverplate）。
1943年8月，弗吉尼亚州达尔格伦海军试验场开始进行比例模型测试。1943年11月，代号“普尔曼”（Pullman）的首架银盘计划B-29原型机启动改装，1944年3月起在加利福尼亚州穆罗克陆军机场投入炸弹飞行测试。测试结果促使对炸弹与飞机实施进一步改进。
1944年8月，美军订购17架银盘计划量产机，供第509混合大队开展实战机型训练及第216陆军航空队基地部队测试炸弹配置。1945年2月追加订购28架作战用机，该批次包含1945年8月执行广岛与长崎原子弹轰炸的飞机。连同“普尔曼”原型机，二战期间及战后共生产46架银盘B-29。1945年7月再订购19架，于战争结束至1947年底间交付，总计制造65架。战后“银盘”代号停用，但改装工作以新代号“鞍架”（Saddletree）持续进行，另有80架B-29在此计划下完成改装。最后一批改装于1953年完成但未投入使用。

## 起源
银盘计划始于1943年6月，当时洛斯阿拉莫斯实验室E-7小组的小诺曼·拉姆齐确认波音B-29超级堡垒是美国当时已经服役的飞机中唯一能搭载两种拟议核弹构型的机型：管状的“瘦子”或椭圆形的“胖子”。
在选定B-29前，美军曾认真考虑采用弹舱长达33英尺（10）的英国“兰开斯特”轰炸机投掷原子弹。该机型虽需较少改装，但要求美国陆军航空队（USAAF）机组接受额外训练。曼哈顿计划负责人莱斯利·格罗夫斯少将与陆军航空队司令亨利·阿诺德上将坚持尽可能使用美国飞机。B-29卓越的航程与高空性能使其成为更优选择，自1943年11月启动B-29改装计划后，采用“兰开斯特”轰炸机的提议再未被提及。
首架B-29于1943年7月1日交付美国陆军航空队，格罗夫斯当月晚些时候会晤阿诺德。格罗夫斯向阿诺德通报曼哈顿计划，并请求协助测试拟议核弹构型的弹道性能。阿诺德与洛斯阿拉莫斯军械部主任威廉·S·帕桑斯上尉安排1943年8月在弗吉尼亚州达尔格伦海军试验场进行测试。因无飞机可搭载17英尺（5.2）长的“瘦子”核弹，遂改用9英尺（2.7）比例模型。测试结果不尽如人意——炸弹呈平旋下坠——但证明了全面测试计划的必要性。
 

1943年9月，格罗夫斯再次会晤阿诺德。他告知阿诺德正在考虑第二种核弹构型“胖子”，正式请求开展进一步测试，要求改装不超过三架B-29用于搭载核武器，并组建特遣部队进行投弹训练。阿诺德将此项任务委派给奥利佛·P·埃克耳兹少将，埃科尔斯随即指定罗斯科·C·威尔逊上校担任项目军官。

## 代号
“银盘”最初指为使B-29具备核武器投掷能力而实施的飞机改装项目，后扩展至涵盖相关训练与作战行动。1945年3月起，飞机改装工作划归曼哈顿计划阿耳伯塔计划管辖。该项目原始代号为“镀银”（Silver Plated），经长期使用简化为“银盘”（Silverplate）。出于保密考虑，“银盘”代号未正式登记，导致战争部分配该代号给其他项目时引发混淆，阿诺德办公室最终勒令其他机构停用该代号。
洛斯阿拉莫斯实验室的“瘦子”与“胖子”核弹代号被美国陆军航空队沿用。军方编造掩护说辞，称“银盘”计划是为美国总统富兰克林·罗斯福（瘦子）和英国首相温斯顿·丘吉尔（胖子）秘密会面改装的一节普尔曼车厢。

## 初步实验

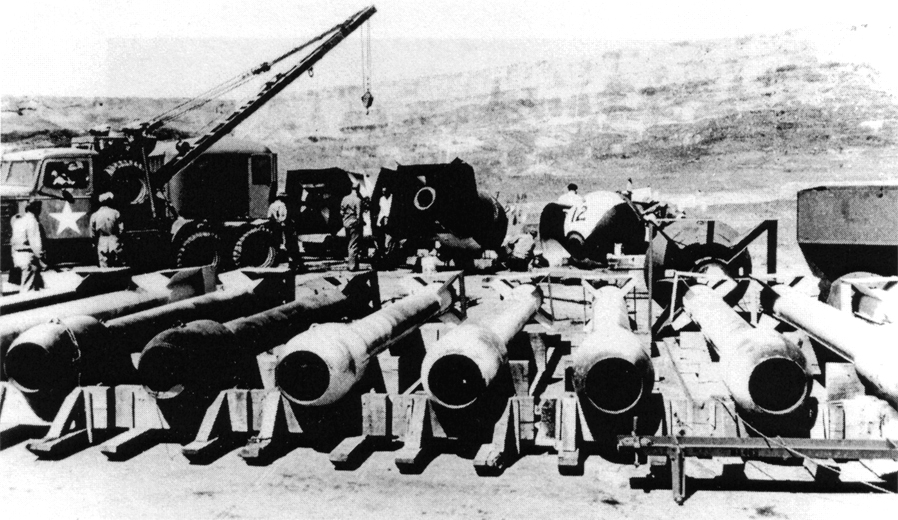
温多弗陆军航空基地的“瘦子”钚枪式核弹测试弹体，背景可见“胖子”核弹弹体设计。图中牵引车用于将核弹降入装弹井以便装入飞机。

1943年11月30日，美国陆军航空队向俄亥俄州莱特基地的陆军航空器材司令部下达对B-29进行改装的绝密指令。曼哈顿计划将于12月中旬向莱特基地交付全尺寸核弹模型，由陆军航空器材司令部完成飞机改装后运至加州穆罗克陆军航空基地进行载弹和投弹飞行测试。编号“42-6259”（陆军航空器材司令部工程处内部代号“普尔曼飞机”）的B-29-5-BW飞机于1943年11月30日交付堪萨斯州斯莫基希尔陆军机场第468轰炸机大队，12月2日转场至莱特基地。
对“42-6259”号机弹舱的改装工程量庞大且耗时。其四扇12英尺（3.7）弹舱门及舱间机身段被拆除，改为单一33英尺（10）弹舱。初期枪式核弹长约17英尺（5.2），需置于后弹舱且部分伸入前弹舱；内爆式核弹则安装于前弹舱。为两种核弹配置新型悬挂支架，各弹舱加装独立双联释放机构，采用改进的滑翔机牵引索连接-释放装置。

## 炸弹形状测试
“普尔曼”B-29于1944年2月20日飞抵穆罗克，2月28日开始测试。完成24次投弹后，为改进“瘦子”核弹暂停试验。炸弹未能即时释放导致校准测试受阻。在3月16日最后一次测试飞行中，“瘦子”核弹在飞往靶场途中意外脱落，砸毁弹舱门并严重损坏飞机。经查证，四起故障皆因改装滑翔机机构无法承受核弹重量所致，后改用英国“兰开斯特”B.I特别版搭载12,000磅（5,400）高脚柜炸弹的G型单点悬挂装置与F型释放机构。

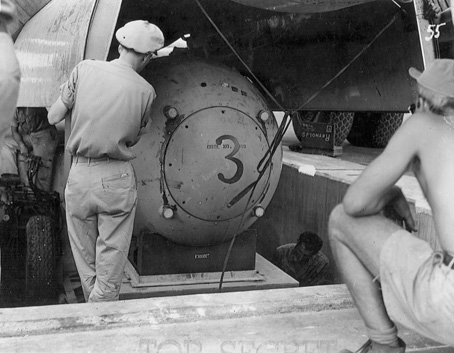
“胖子”核弹测试单元从装弹井升入B-29弹舱，用于长崎核攻击前数周的投弹训练

“普尔曼”B-29在莱特基地完成维修后，于1944年6月最后两周恢复测试，投掷了三枚“瘦子”和九枚“胖子”模型。高速摄影显示尾翼在压力下折叠导致弹体坠落轨迹不稳。经对“胖子”模型测试多种稳定箱与尾翼组合后，最终采用被称为“加州降落伞”的配置——金属板框架构成的立方体尾箱内设置八片尾翼，每片间隔45度（四片正交翼加四片对角翼）——成功消除持续摆动问题。
当时“瘦子”枪式设计基于钚-239同位素的可裂变性，而该超纯同位素仅能通过加州大学伯克利分校的回旋加速器以微克量级制备。1944年初汉福德区生产反应堆投产后，发现获得的钚-239与钚-240混合物自发裂变率过高。为避免提前引爆，枪式设计的炮弹初速需大幅提高，导致弹体长度超出实用范围。
钚基设计的“瘦子”方案因此被放弃，转而重新设计使用铀-235的核弹。所需炮弹初速显著降低，使最终代号“小男孩”的核弹枪管长度缩短至不足10英尺（3.0），可装入标准B-29弹舱。“普尔曼”遂被改回标准B-29的后弹舱配置，后续所有银盘计划飞机均沿用此构型。1944年9月，“普尔曼”B-29转场至犹他州温多弗陆军航空基地，由第216陆军航空队基地部队继续开展投弹测试，直至12月因着陆事故损毁。

## 战时生产版本

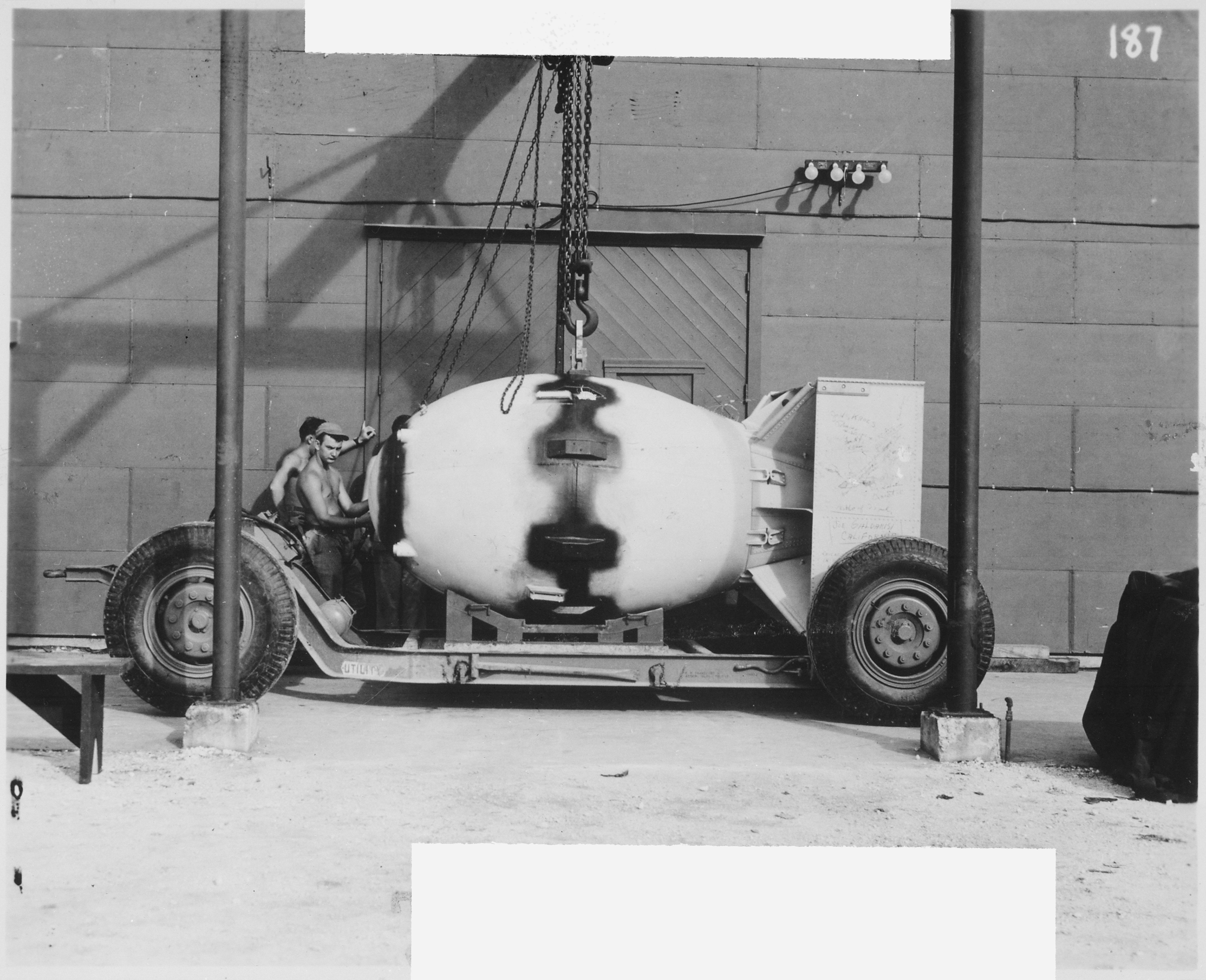
“胖子”核弹单元被装载至天宁岛上的拖车支架

1944年8月22日，为满足即将组建的原子弹任务训练部队需求，美军在内布拉斯加州奥马哈以南的奥福特基地格伦·L·马丁公司改装中心启动银盘B-29量产阶段，代号98146-S项目。首批三架改进型银盘B-29于10月中旬交付陆军航空队并转场至温多弗。这些飞机在前弹舱安装重新设计的H型悬挂架配英国单点炸弹释放器，后弹舱则装载副油箱。驾驶舱增设“武器操作员站”，配置监控炸弹投放与引爆的控制面板用于实战投弹。14架量产机配属第393轰炸机中队训练，3架移交第216陆军航空队基地部队进行投弹测试。
截至1945年2月，第二批17架飞机亟需升级，尤以第216陆军航空队基地部队的机型为甚。第393轰炸中队（此时已隶属第509混合大队）的四架飞机被调拨至第216部队以应对测试强度提升。鉴于逐架改装效率低下，军方决定启动新量产批次。第三批代号98228-S项目的首批五架同样交付测试部队，该批次总计28架，其中15架作战型号自4月起陆续配属第393中队。最后八架直至8月两次原子弹任务结束后才交付——两架移交第216部队，余下六架作为替补机划归温多弗第509大队，以防备天宁岛基地出现作战损失。具有讽刺意味的是，天宁岛行动期间未损失轰炸机，但这六架中有五架在随后数年的坠机事故中损毁。 

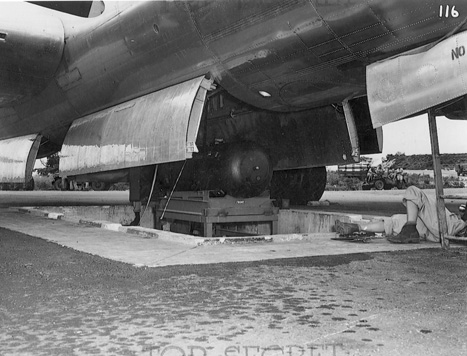
“小男孩”核弹被吊装至“埃诺拉·盖伊”号轰炸机弹舱

最终版战时“银盘”B-29整合了该机型的全部技术改进，包括柯蒂斯电动可逆桨距螺旋桨、快速启闭弹舱门的气动执行机构等银计划专属改装。除保留英国F型炸弹释放器与G型悬挂装置外，还加装电气-机械双模炸弹释放系统。早期B-29饱受发动机故障困扰，银盘轰炸机亦不例外。1945年2月就有一架因发动机起火严重损毁而报废。1945年7月至8月交付的后期机型换装燃油喷射式莱特R-3350-41发动机，可靠性与性能显著提升，成为第509混合大队作战成功的关键因素。
“胖子”核弹与“南瓜”炸弹（外形及操作方式类似“胖子”的高爆训练弹）重量均超过10,000磅（4,500），即便换装更强发动机仍须减重。通过拆除全部炮塔与装甲钢板实现减重，早期银盘机型由第509混合大队自行完成改装，后期型号出厂即无武装。这些B-29的性能较标准型号有显著提升。
B-29在30,000英尺（9,100）高度飞行可规避日军防空火炮有效射程。每次“南瓜”炸弹任务由三机编队执行，旨在使日军误判小规模B-29编队不值得全力拦截。该策略成效显著，日军战斗机仅偶尔尝试拦截第509混合大队飞机。其中一架B-29在作战中遭受轻微战损。 

## 银盘作战部队
包括“普尔曼”原型机在内，二战期间共生产46架银盘B-29。其中29架战时配属第509混合大队，15架参与广岛与长崎原子弹轰炸任务。1945年7月追加订购的19架于战末至1947年底间交付，此时首批46架中仅13架仍可运作。总计65架银盘B-29中，1948年初有32架处于战备状态。马丁-奥马哈工厂生产57架，其余8架由波音-威奇塔厂制造。这65架轰炸机最终有31架改装为其他构型，16架封存后拆解，12架毁于事故（含4架提尼安岛作战机）。执行历史性核打击任务的两架飞机——“埃诺拉·盖伊”号与“博克斯卡”号——现陈列于博物馆。
美国空军另一支使用“银盘”B-29的作战部队是德克萨斯州埃尔帕索比格斯空军基地的第97轰炸联队。1949年中，该部队从换装B-50D轰炸机（B-29升级版）的第509轰炸联队接收27架。此次装备更新是1949年原子打击力量扩编至十个联队计划的一部分。一年内这些飞机全部转为TB-29教练机。另有一架临时派驻英国的银盘B-29改装为WB-29气象侦察机，调往加州特拉维斯空军基地第9轰炸机联队。最后一架担任核武器载机的“银盘”B-29于1951年11月转作他用，为历时近八年的银盘计划画上句号。 

## 鞍架
“银盘”代号于1947年5月12日因安全性问题停用，由仅针对飞机改装的“鞍架”项目取代。最初“鞍架”仅适用于B-29改装，后扩展至B-50与B-36轰炸机。其改装内容包括新型弹舱框架与吊装系统，并以新研发的U-1气动炸弹释放装置替代英国FG型释放器。由于B-50交付延迟，“鞍架”项目直至1948年2月启动，萨克拉门托空军装备区对36架B-50各进行了6,000工时的改装。
1948年1月，美国参谋长联席会议下令对225架B-29、B-50和B-36轰炸机实施核武器搭载改装，另包括8架C-97“同温层货运机”用于运输炸弹组装团队。当时战略空军司令部已装备32架银盘B-29，空军装备司令部受命对另外80架B-29、36架B-50A、23架B-50B和18架B-36B实施“鞍架”改装项目。B-36A型需经重大改装才能携带核武器。
鉴于假想敌为苏联，这些飞机还需进行“过冬”改装以适应北极基地作战。1948年4月16日，“宝石”（Gem）代号被指定用于所有提升原子打击能力的改装项目，包括对36架B-29的改进及另外36架的空中加油能力加装。加上80架“鞍架”B-29，总计145架B-29完成核武器搭载改装，其中117架配属作战部队。
1951年10月，鉴于美国空军计划扩编至95个联队且B-47项目进度延迟，空军装备司令部奉命对库存的180架B-29实施改装以搭载Mark 4、Mark 5、Mark 6和Mark 8型核弹。改装工作在俄克拉荷马城与萨克拉门托进行。至1953年9月全部交付时，B-29已开始淘汰，这些改装机未投入实战即重新封存。

## 成本
1945年，每架B-29轰炸机成本为78.2万美元，“银盘”改装费用3.2万美元，故单架银盘轰炸机总成本达81.4万美元。65架战时银盘B-29总造价5300万美元，加上700万美元后勤支出，银盘计划总成本约6000万美元。

## 脚注

### 引文
1. 1 2  Campbell (2005)，第6頁.
2. ↑  Groves (1962)，第254–255頁.
3. ↑  McKinstry (2009)，第495頁.
4. ↑  McFadden (2023).
5. 1 2  Bowen (1959)，第91–92頁.
6. ↑  Hoddeson et al. (1993)，第380頁.
7. ↑  钟毅 & 何伟 (1991)，第213、385頁.
8. ↑  Bowen (1959)，第92–94頁.
9. ↑  Campbell (2005)，第7頁.
10. 1 2  Bowen (1959)，第96頁.
11. ↑  真溱 (2023)，第334頁.
12. 1 2  Campbell (2005)，第8頁.
13. ↑  Campbell (2005)，第9頁.
14. ↑  Bowen (1959)，第91頁.
15. ↑  Campbell (2005)，第76–77頁.
16. 1 2  Campbell (2005)，第8–10頁.
17. ↑  Hoddeson et al. (1993)，第380–383頁.
18. ↑  Hoddeson et al. (1993)，第242–244頁.
19. ↑  Hoddeson et al. (1993)，第249–250頁.
20. ↑  Campbell (2005)，第10, 77–78頁.
21. ↑  Campbell (2005)，第161頁.
22. 1 2  Campbell (2005)，第12頁.
23. 1 2 3 4  Campbell (2005)，第13–16頁.
24. ↑  Campbell (2005)，第21頁.
25. 1 2  Campbell (2005)，第14, 103頁.
26. ↑  Campbell (2005)，第47頁.
27. ↑  Campbell (2005)，第72, 88頁.
28. ↑  Tibbets (1998)，第175頁.
29. ↑  Polmar (2004)，第24–25頁.
30. ↑  History of 509th Composite Group (1945)，第58–62頁.
31. 1 2  Little (1955)，第391–392頁.
32. ↑  Campbell (2005)，第159頁.
33. ↑  . 美国国家航空航天博物馆.   [2010-08-08]. （原始内容存档于2012-01-20）.
34. ↑  . United States Air Force.   [2013-03-29]. （原始内容存档于2013-03-23）.
35. 1 2  Campbell (2005)，第63頁.
36. ↑  Little (1955a)，第113–114頁.
37. ↑  Campbell (2005)，第103頁.
38. 1 2  Campbell (2005)，第23–24頁.
39. 1 2  Little (1955)，第393–394頁.
40. ↑  Ailing (1959)，第32–34頁.
41. ↑  Campbell (2005)，第107, 221頁.

### 书籍
- Ailing, Frederick. . Perry, Robert L.  (编).  (PDF). The History of Air Force Participation in the Atomic Energy Program, 1943–1953. Washington, D.C.: U.S. Air Force, Air University Historical Liaison Office. 1959  [2013-07-28]. （原始内容 (PDF)存档于2015-08-05）.
- Bowen, Lee.  (PDF). The History of Air Force Participation in the Atomic Energy Program, 1943–1953. Washington, D.C.: U.S. Air Force, Air University Historical Liaison Office. 1959  [2013-07-28]. （原始内容 (PDF)存档于2014-02-22）.
- Campbell, Richard H. . Jefferson, North Carolina: McFarland & Company. 2005. ISBN 0-7864-2139-8. OCLC 58554961.
- Groves, Leslie. . New York: Harper & Row. 1962. ISBN 0-306-70738-1. OCLC 537684.
- Hoddeson, Lillian; Henriksen, Paul W.; Meade, Roger A.; Westfall, Catherine L. . New York: Cambridge University Press. 1993. ISBN 0-521-44132-3. OCLC 26764320.
- Little, Robert D.  (PDF). The History of Air Force Participation in the Atomic Energy Program, 1943–1953. Washington, D.C.: U.S. Air Force, Air University Historical Liaison Office. 1955  [2013-07-28]. （原始内容 (PDF)存档于2016-03-04）.
- Little, Robert D.  (PDF). The History of Air Force Participation in the Atomic Energy Program, 1943–1953. Washington, D.C.: U.S. Air Force, Air University Historical Liaison Office. 1955a  [2013-07-28]. （原始内容 (PDF)存档于2016-03-04）.
- McKinstry, Leo. . London: John Murray Publishers. 2009. ISBN 978-0-7195-2363-2. OCLC 520736950.
- Polmar, Norman. . Washington, D.C.: Smithsonian National Air and Space Museum. 2004. ISBN 1-57488-859-5.
- Tibbets, Paul W. . New Hope, Pennsylvania: Enola Gay Remembered Inc. 1998. ISBN 0-9703666-0-4. OCLC 40566286.
- Unknown.  (PDF). Tinian: 509th CG (AFHRA archived). 1945  [2012-02-01]. （原始内容 (PDF)存档于2012-01-27）.
- 真溱. . 上海远东出版社. 2023-04. ISBN 9787547618943 （中文（中国大陆））.
- （美）莱斯利·R·格罗夫斯. . 由钟毅; 何伟翻译. 北京: 原子能出版社. 1991-08 （中文（中国大陆））.

### 网页
- McFadden, Christopher. . Interesting Engineering. 2023-03-13  [2024-05-16].